# Klugia marginata
Klugia marginata là một loài ruồi trong họ Tachinidae.